# Kang (Botswana)

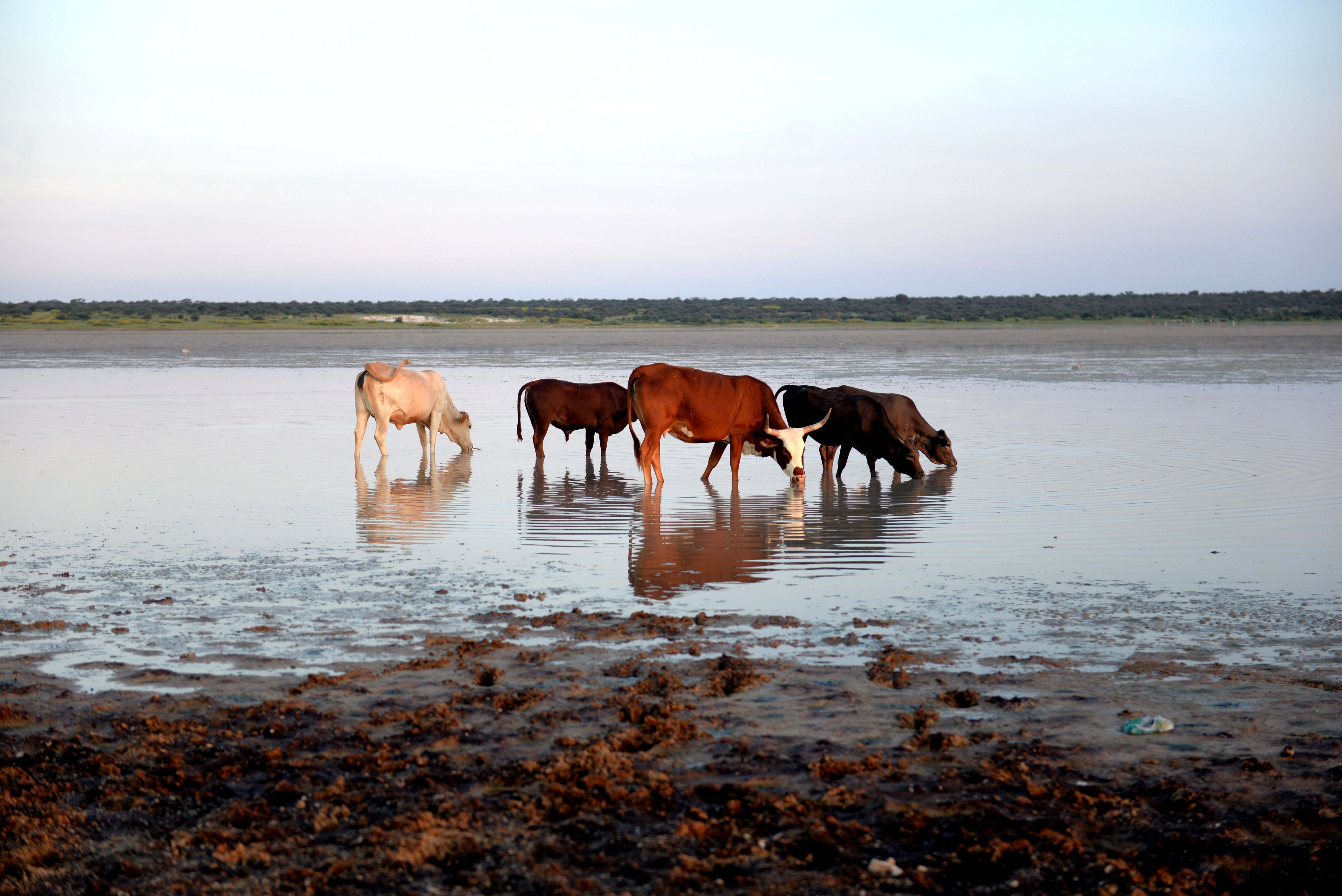
Vacche

Kang è un villaggio del Botswana situato nel distretto di Kgalagadi, sottodistretto di Kgalagadi North. Il villaggio, secondo il censimento del 2011, conta 5.985 abitanti.